# Yusuf Mohamed
Yusuf Mohamed (ur. 5 listopada 1983) – nigeryjski piłkarz grający na pozycji bocznego obrońcy.

## Kariera klubowa
Karierę piłkarską Mohamed rozpoczął w klubie z miasta Aba o nazwie Enyimba FC. W 2002 roku zadebiutował w jego barwach w pierwszej lidze nigeryjskiej. W 2003 roku osiągnął z Enyimbą swój pierwszy sukces w karierze, gdy wygrał Ligę Mistrzów (2:0, 0:1 w finale z Ismaily SC). Rok później ponownie wygrał te rozgrywki (1:2, 2:1 k. 5:3 w finale z Étoile Sportive du Sahel).
W 2006 roku Mohamed odszedł do sudańskiego klubu Al-Hilal Omdurman. W tym samym roku osiągnął pierwszy sukces z tym klubem, wywalczając mistrzostwo Sudanu. W 2007 roku obronił z Al-Hilal mistrzowski tytuł.
W 2008 roku Mohamed został piłkarzem szwajcarskiego FC Sion. W lidze szwajcarskiej zadebiutował jednak rok później, 1 sierpnia 2009, w wygranym 3:1 wyjazdowym meczu z Neuchâtel Xamax.

## Kariera reprezentacyjna
W dorosłej reprezentacji Nigerii Mohamed zadebiutował w 2004 roku. W 2009 roku wywalczył z Nigerią awans do Mistrzostw Świata w RPA, a w 2010 roku został powołany do kadry na Puchar Narodów Afryki 2010.